# Adelphicos quadrivirgatus
Adelphicos quadrivirgatus (syn. Adelphicos quadrivirgatum) är en ormart som beskrevs av Giorgio Jan 1862. Adelphicos quadrivirgatus ingår i släktet Adelphicos och familjen snokar. IUCN kategoriserar arten globalt som otillräckligt studerad.
Arten förekommer med flera från varandra skilda populationer i östra och södra Mexiko. Den vistas i låglandet och i bergstrakter upp till 1740 meter över havet. Honor lägger ägg.

## Underarter
Arten delas in i följande underarter:
- A. q. newmanorum
- A. q. quadrivirgatus
- A. q. sargii
- A. q. visoninus